# Maykon Jesus
Maykon Kesley de Jesus Ramalho (Maceió, 7 dicembre 2005) è un calciatore brasiliano, difensore del Vitória in prestito dall'Atlético Mineiro.

## Caratteristiche tecniche
È un terzino sinistro.

## Carriera
Ha iniziato a giocare a calcio nel settore giovanile del Retrô per poi passare all'Atlético Mineiro nel 2021. Il 17 dicembre 2024 è stato ceduto in prestito al Noroeste, con cui ha debuttato a livello professionistico il 15 gennaio 2025 nell'incontro del campionato paulista vinto 2-0 contro il Velo Clube.
L'11 aprile 2025 è stato ceduto con la stessa formula al Vitória ed il 13 giugno successivo ha esordito in Série A nella partita pareggiata 0-0 contro il Cruzeiro.

## Statistiche

### Presenze e reti nei club
Statistiche aggiornate al 24 luglio 2025.
| Stagione        | Squadra         | Campionato      | Campionato | Campionato | Coppe nazionali | Coppe nazionali | Coppe nazionali | Coppe continentali | Coppe continentali | Coppe continentali | Altre coppe | Altre coppe | Altre coppe | Totale | Totale | Totale |
| Stagione        | Squadra         | Comp            | Pres       | Reti       | Comp            | Pres            | Reti            | Comp               | Pres               | Reti               | Comp        | Pres        | Reti        | Pres   | Reti   |        |
| --------------- | --------------- | --------------- | ---------- | ---------- | --------------- | --------------- | --------------- | ------------------ | ------------------ | ------------------ | ----------- | ----------- | ----------- | ------ | ------ | ------ |
| 2025            | Noroeste        | A1/SP-          | 11         | 0          | -               | -               | -               | -                  | -                  | -                  | -           | -           | -           | 11     | 0      |        |
| 2025            | Vitória         | A               | 5          | 0          | CB              | 0               | 0               | -                  | -                  | -                  | CdN         | 1           | 0           | 6      | 0      |        |
| Totale carriera | Totale carriera | Totale carriera | 16         | 0          |                 | 0               | 0               |                    | -                  | -                  |             | 1           | 0           | 17     | 0      |        |